# 丰稔镇
丰稔镇是中国广东省河源市龙川县下辖的一个镇，位于龙川县的中部。全镇总面积136平方公里，下辖1个社区15个村，总人口约3.8万人。广梅汕铁路贯穿全境。镇内的旅游景点有谢龙岩。